# Margrit Früh

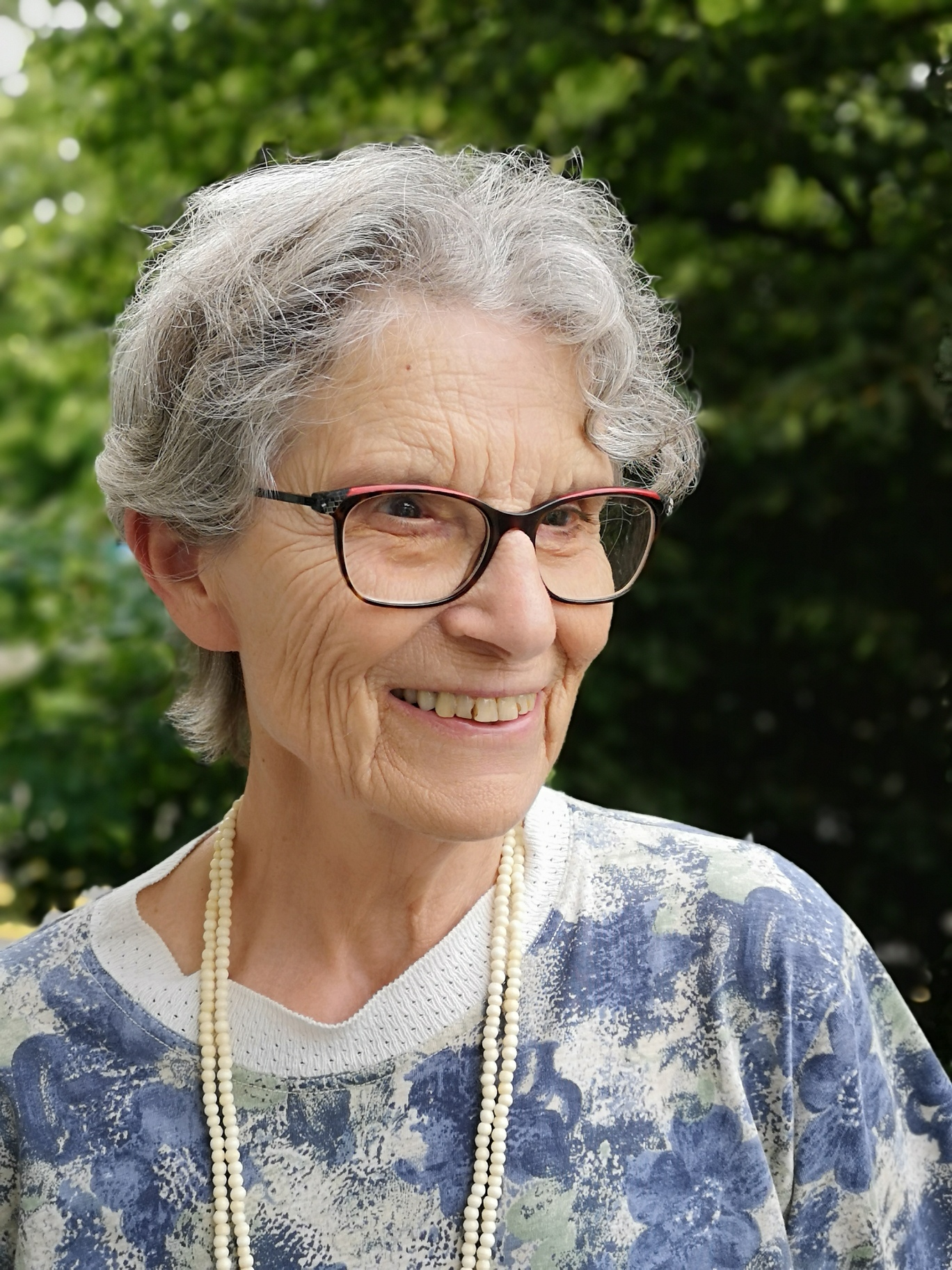
Margrit Früh (2019)

Margrit Früh (* 2. August 1941 in Frauenfeld) ist eine Schweizer Kunsthistorikerin. Sie war langjährige Direktorin des Historischen Museums Thurgau und Gründerin des Ittinger Museums.

## Leben und Wirken
Margrit Früh besuchte in Frauenfeld die Primar- und Sekundarschule, bevor sie in Rorschach das Lehrerseminar absolvierte. Anschliessend arbeitete sie in Hemberg SG ein Jahr als Primarlehrerin. Danach folgte eine Anstellung in der Katalogabteilung, der Graphischen Sammlung und Kartensammlung der Zentralbibliothek Zürich. Von 1965 bis 1977 war Margrit Früh in den Abteilungen Zentralkatalog und Keramik am Schweizerischen Nationalmuseum in Zürich tätig. Ab 1972 wirkte sie in Teilzeit in der Keramikabteilung des Schweizerischen Nationalmuseums und studierte gleichzeitig von 1972 bis 1977 Kunstgeschichte, Volkskunde und Latein an der Universität Zürich. Ihr Studium schloss sie mit einer Dissertationsarbeit über Winterthurer Kachelöfen für Rathäuser ab.

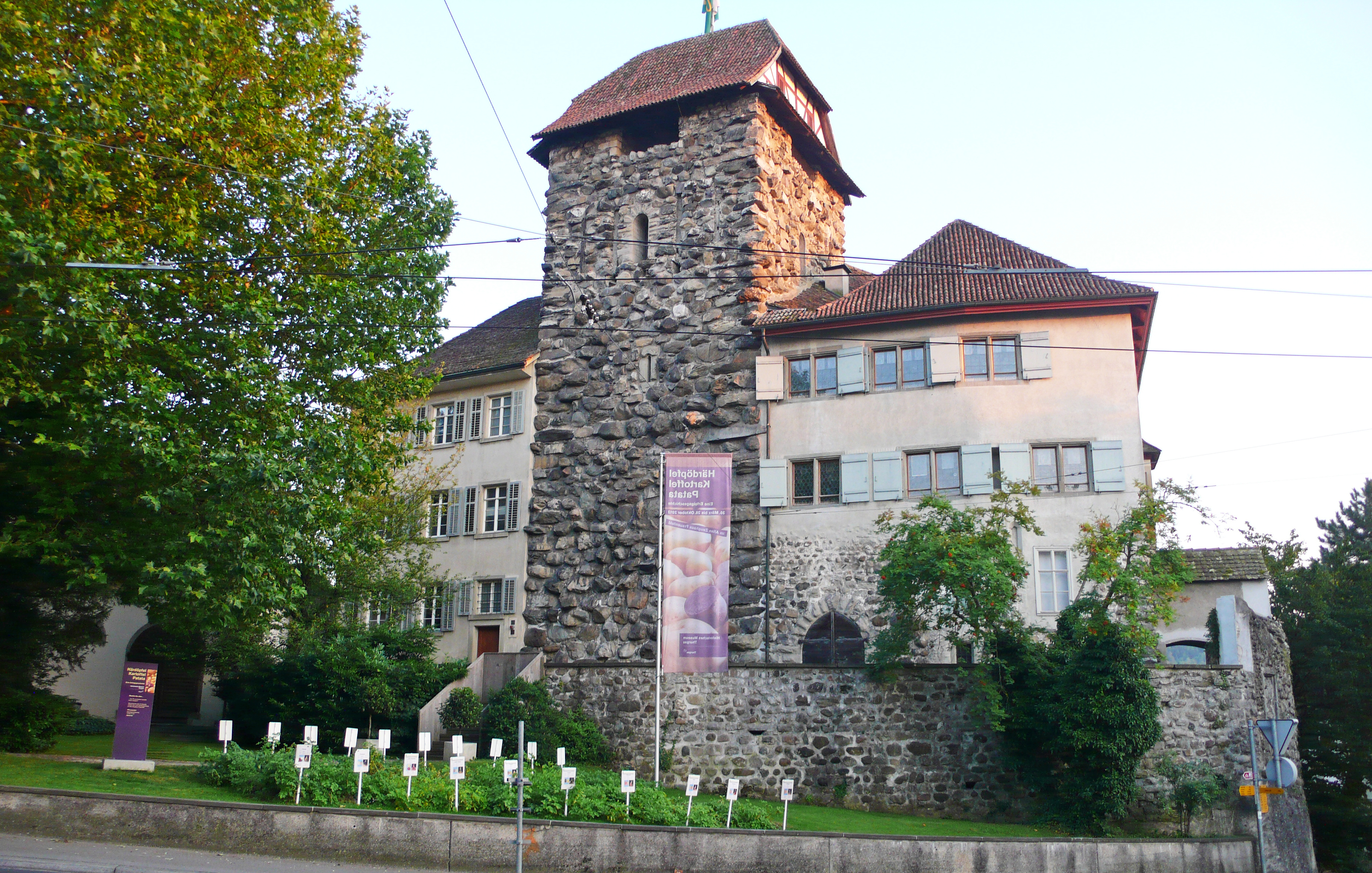
Das Historische Museum Thurgau im Schloss Frauenfeld

Ab 1977 leitete sie als erste weibliche Direktorin das Historische Museum des Kantons Thurgau, das 1960 im Schloss Frauenfeld eröffnet wurde. Ausserdem richtete sie das Ittinger Museum in der Kartause Ittingen in Warth TG ein, das sie in der Folge ebenfalls führte. In ihrer Rolle als Direktorin war sie verantwortlich für verschiedene Ausstellungs- und Forschungsprojekte, das Rahmenprogramm und den Betrieb. Im Jahr 2000 reduzierte sie ihre Tätigkeit im Historischen Museum Thurgau, um in Teilzeit die Arbeit am Inventarisierungs- und Forschungsprojekt Steckborner Öfen anzutreten. Ab Herbst 2001 bis zu ihrer Pensionierung im Herbst 2004 war sie innerhalb dieses Projektes für das Amt für Denkmalpflege des Kantons Thurgau tätig. Das Projekt mündete 2005 in der Publikation Steckborner Kachelöfen des 18. Jahrhunderts.
Margrit Früh vermittelte ihre wissenschaftliche und museale Tätigkeit auch an ein junges Publikum. So veranstaltete sie beispielsweise von 1995 bis 2021 jeweils an Heiligabend im Schloss Frauenfeld eine Erzählstunde einer von Sammlungsobjekten des Historischen Museums Thurgau inspirierten Weihnachtsgeschichte. Einige dieser Geschichten finden sich in ihrem Werk Wohin der Elefant aus der Arche ging publiziert.
Mit ihrem Fachwissen unterstützt sie das Historische Museum Thurgau und das Ittinger Museum über ihre Pensionierung hinaus. Noch heute wirkt sie als Expertin für Keramik und Kachelöfen.

## Publikationen (Auswahl)
- Die Bullinger-Tapeten im Schloss Frauenfeld, in: Thurgauische Beiträge zur vaterländischen Geschichte, 1977, H. 114, S. 57–71.
- Anton Keller, ein unbekannter Maler aus Basadingen, Privatdruck Mühlemann, Weinfelden 1980.
- Material und Farbe – Eine Wappenmalerei von Hans Heinrich Pfau in Öl auf Holz und ihre Wiederholung in Fayence, in: Von Farbe und Farben: Albert Knoepfli zum 70. Geburtstag, herausgegeben von Mane Hering-Mitgau u. a., Manesse, Zürich 1980, S. 61–64.
- Der Ittinger Klosterschatz, in: Das Erbe der Kartäuser, Akten des 3. Internationalen Kartäuserkongresses in der Kartause Ittingen 1/5. Dezember 1999, herausgegeben von Jürg Ganz, Warth 2000, S. 29–40.
- Kloster Reichenau – Ein Ofen, bestellt und erbaut in schweren Zeiten als Erinnerung an vergangene Grösse, in: Zeitschrift für Geschichte, Volkskunde und Naturgeschichte des Gebietes zwischen Rhein, Donau und Bodens, 2000, Bd. 57, S. 111–134.
- Führer durch das Historische Museum des Kantons Thurgau im Schloss Frauenfeld. 2., erneuerte Auflage. 2001.
- Steckborner Kachelöfen des 18. Jahrhunderts. Huber, Frauenfeld 2005, ISBN 3-7193-1386-7.
- Ittingen, Kartäuser, in: Helvetia Sacra, Bd. III/4, Schwabe, Basel 2006, S. 101–139.
- Ittingen und seine Bauern – Der Umgang mit den Untertanen, in: Kartäusisches Denken und daraus resultierende Netzwerke vom Mittelalter bis zur Neuzeit, herausgegeben von Meta Niederkorn-Bruck, Salzburg 2012, S. 243–254, ISBN 978-3-902895-02-8.
- Biblische Bilder an schweizerischen Kachelöfen  – eine keramische Bilderbibel, in: Mitteilungsblatt / Keramik-Freunde der Schweiz, 2014, Nr. 128; 2016, Nr. 130; 2018 Nr. 132; 2020, Nr. 134.
- Freiburg, eine der wichtigen Kartausen für Ittingen, in: Die Kartause St. Johannisberg in Freiburg im Breisgau, Stadtarchiv,  Freiburg im Breisgau 2014, ISBN 978-3-923272-38-9.
- Rosen in der Kunst Ittingens, in: Die Rosen der Kartause Ittingen, Mattenbach, Winterthur 2014, S. 144–175, ISBN 978-3-905172-79-9.
- Die Kartause Ittingen und die Obrigkeit – Beziehungen des Klosters zu weltlichen und geistlichen Autoritäten, in: Die Kartäuser im Blickpunkt der Wissenschaften, Universität Salzburg, Salzburg 2015, S. 102–112, ISBN 978-3-902895-66-0.
- Die Bildwelt der Kartause Ittingen, Frauenfeld, Saatgut 2024, ISBN 978-3-9525244-9-7.

## Ausstellungen (Auswahl)
Die Ausstellungen fanden im Historischen Museum Thurgau im Schloss Frauenfeld statt.
- 1980: Steckborner Ofenkeramik
- 1988: Zeichen der Freundschaft und Liebe
- 1984: Ittinger Antiphonar
- 1986: Unsere Berufe früher
- 1988: Aus Frauenfelds Vergangenheit
- 1988: Gnomen, Hexen, Feen
- 1989: Ostschweizer Erfinder und Pioniere
- 1990: Hüte – "Unter die Haube gekommen"
- 1990: Das Rad in der Schweiz vom 3. Jahrhundert v. Chr. bis um 1850
- 1990: Vielfalt gestickter Kostbarkeiten, Historisches Museum Thurgau
- 1991: Christbaumschmuck aus zwei Jahrhunderten
- 1991: Gang rüef de Bruune… Die Kuh in der Ostschweizer Volkskunst
- 1992: Sommerfrische – Die touristische Entdeckung der Bodenseelandschaft
- 1992: Die Städte der Grafen von Kyburg, Historisches Museum Thurgau
- 1993: Das Einhorn – das geheimnisvolle Fabeltier
- 1994: Frauentrachten aus dem Thurgau
- 1994: Thurgauische Grenzen
- 1995: Stroh – Vielfalt eines Abfallproduktes
- 1996: 750 Jahre Frauenfeld
- 1997: Die Welt der Engel – Engel in der Karthause Ittingen
- 1997: Rebe und Wein im Thurgau
- 1998: 1979–1848: Freyheit und Eigenständigkeit
- 1999: Maria mit dem Kinde
- 2001: Sprichwörter und Redensarten